# Joaquín Moreno
Joaquín Moreno Garduño (Ciudad de México, 22 de mayo de 1973) es un exfutbolista, entrenador e ingeniero mexicano que actualmente entrena a la división sub-21 del club Cruz Azul.

## Biografía
Nacido el 22 de mayo de 1973 en el seno de una familia de clase media, desde muy pequeño se caracterizó por ser bastante disciplinado, manteniendo una buena regularidad en sus notas escolares. En paralelo con su carrera deportiva, estudió para ingeniero Mecánico en la Facultad de Ingeniería del Instituto Politécnico Nacional.
El 10 de agosto de 1996 realizó su debut con el Cruz Azul en el triunfo 3-0 ante Toros Neza. Con el equipo celeste resultó campeón del fútbol mexicano en el invierno de 1997, y dos veces campeón de la Copa de Campeones. Continuó su carrera con el Club Puebla y Querétaro, disputando su último partido como profesional el 1 de mayo de 2004 en el triunfo 2-0 ante el Santos Laguna.

## Futbolista
Moreno se probó en las instalaciones de La Noria en 1990, con 17 años de edad. Llegó al primer equipo en 1996, luego de su proceso en fuerzas básicas de Cruz Azul, y se convirtió en un cambio recurrente del club. Se hizo con la titularidad en el mediocampo liderado por Benjamín Galindo durante el campeonato de 1997. Disputó su último partido con el equipo el 12 de abril de 2001 en la derrota 3-2 contra el Defensor Sporting en la Copa Libertadores.
En el verano de 2001 firmó con el Club Puebla y se presentó el 29 de julio en el triunfo 3-0 ante el Pachuca. Luego de 2 años fichó con Querétaro, con el cual se retiró al final del año deportivo en 2004.

## Entrenador

### Primeros años
Luego de su retiro, regresó a La Noria para hacerse cargo de las categorías infantiles y juveniles. Fue coordinador de las escuelas con niños de 12 y 13 años de edad. En 2009 recibió su primera oportunidad como técnico con la sub-17, donde dirigió 68 partidos con un balance de 27 victorias, 18 empates y 23 derrotas, llegando a dos semifinales. Poco después fue auxiliar técnico de la sub-20.
El 10 de septiembre de 2012 fue anunciado como DT de Cruz Azul Hidalgo en la Liga de Ascenso, siendo esta su primera experiencia profesional. Recibió al equipo en el último lugar general y lo subió al noveno peldaño, producto de 4 victorias, 2 empates y solamente una derrota (ante el Necaxa). Más tarde asumió el cargo de la sub-20, donde obtuvo un total de 36 triunfos, 30 empates y 31 derrotas en 97 encuentros.

### Interinatos
El 29 de septiembre de 2015 fue presentado como entrenador interino del primer equipo de Cruz Azul, de cara al partido de la jornada 11 del Apertura frente al Atlas, luego de prescindir de los servicios de Sergio Bueno. En un partido lleno de polémica arbitral, Fernando Belluschi falló un penal que pudo significar el primero para Cruz Azul. El equipo rojinegro se adelantó en el marcador por la misma vía con el cobro de Franco Arizala. Más tarde, Ariel Rojas se iba justamente expulsado y, con 10 hombres, Matías Vuoso firmó el empate para el conjunto celeste.
El 3 de octubre Tomás Boy era presentado como nuevo entrenador del equipo, con lo que Moreno regresó al cargo de la categoría sub-20.
El 22 de octubre de 2016, con la renuncia de Tomás Boy, Moreno fue nuevamente designado como interino para el cierre del Apertura, con el objetivo de terminar de la mejor manera el certamen. Disputaba el primero de sus tres encuentros ante el Guadalajara, donde un penal sobre el final del encuentro les costó la derrota con 3-2 en el marcador. Obtuvo su primer triunfo en el máximo circuito la jornada siguiente contra Pachuca con 2-1 en el Estadio Azul. Ya si posibilidades de clasificación, el equipo perdía en la última jornada del torneo ante el León con 3-2 en el marcador, terminando así el interinato de Moreno al frente del equipo.
Para diciembre de 2016, con la llegada del técnico español Paco Jémez, Moreno era designado como su asistente técnico, en un intento por facilitar su adaptación al equipo, así como fungir como conexión para las categorías inferiores con el primer equipo. Se mantuvo como entrenador adjunto del equipo con la llegada del portugués Pedro Caixinha, y tras la destitución de este, tuvo un tercer interinato en 2019 para un amistoso ante Atlas en Estados Unidos, previo a la llegada de Robert Siboldi al banquillo.

### En la tercera
Con la destitución del técnico uruguayo, se especuló que Moreno se haría con el cargo técnico del equipo, pero con el cambio en la directiva del club, fue nuevamente relegado al cargo del equipo filial de Hidalgo. Llevó al equipo a la final de la temporada 2020-21 de la tercera división, perdiendo el título ante el Irapuato con 3-1 en el marcador global. El 30 de junio de 2021, luego de finalizar su contrato, quedó desligado de la institución.
El 10 de agosto de 2021, era presentado como nuevo Director de Fuerzas Básicas y Metodología de Mineros de Fresnillo. Más tarde, el 17 de enero de 2022, fue presentado como nuevo técnico del equipo en el inicio del Clausura 2022 de la Serie A de México.

### Retorno a La Noria
El 15 de noviembre de 2022 se oficializa su regreso a la Noria para dirigir la categoría sub-20 de Cruz Azul, siendo esta su cuarta etapa en las divisiones inferiores del equipo. El 14 de febrero de 2023 fue anunciado nuevamente como interino del equipo, luego del cese de Raúl Gutiérrez, siendo esta su tercera etapa oficial con el conjunto celeste. Sumó dos triunfos en los dos encuntros que estuvo en el cargo (3-1 ante Puebla y 1-0 ante el Atlas), y tras el arribo de Ricardo Ferretti, se unió al cuerpo técnico del brasileño.
El 7 de agosto, luego del despido de Ferretti, asumió el cargo de entrenador para el resto del Apertura, sumando 5 triunfos, 2 empates y 7 derrotas.

## Estadísticas

### Jugador
| Club      | Periodo   | Partidos | Goles |
| --------- | --------- | -------- | ----- |
| Cruz Azul | 1996-2001 | 134      | 5     |
| C. Puebla | 2001-2003 | 53       | 0     |
| Querétaro | 2003-2004 | 20       | 0     |

### Entrenador
| Equipo                     | Div.                | Temporada           | Liga | Liga | Liga | Liga | Liga |    | Copa | Copa | Copa | Copa |   | Internacional | Internacional | Internacional | Internacional | Internacional |   | Otros | Otros | Otros | Otros |    | Totales     | Totales | Totales | Totales | Totales | Totales | Totales | Totales |
| Equipo                     | Div.                | Temporada           | PD   | G    | E    | P    | Pos. | PD | G    | E    | P    | PD   | G | E             | P             | Pos.          | PD            | G             | E | P     | PD    | G     | E     | P  | Rendimiento | GF      | GC      | Dif.    |         |         |         |         |
| -------------------------- | ------------------- | ------------------- | ---- | ---- | ---- | ---- | ---- | -- | ---- | ---- | ---- | ---- | - | ------------- | ------------- | ------------- | ------------- | ------------- | - | ----- | ----- | ----- | ----- | -- | ----------- | ------- | ------- | ------- | ------- | ------- | ------- | ------- |
| Cruz Azul Hidalgo · México | 2.ª                 | 2012-C              | 7    | 4    | 2    | 1    | 9.º  | -  | -    | -    | -    | -    | - | -             | -             | -             | -             | -             | - | -     | 7     | 4     | 2     | 1  | 66.66%      | 8       | 3       | +5      |         |         |         |         |
| Cruz Azul Hidalgo · México | 2.ª                 | 2014-C              | 13   | 5    | 2    | 6    | 10.º | 6  | 0    | 4    | 2    | -    | - | -             | -             | -             | -             | -             | - | -     | 19    | 5     | 6     | 8  | 36.85%      | 20      | 26      | -6      |         |         |         |         |
| Cruz Azul · México         | 1.ª                 | 2015-A              | 1    | 0    | 1    | 0    | Int. | -  | -    | -    | -    | -    | - | -             | -             | -             | -             | -             | - | -     | 1     | 0     | 1     | 0  | 33.33%      | 1       | 1       | 0       |         |         |         |         |
| Cruz Azul · México         | 1.ª                 | 2016-A              | 3    | 1    | 0    | 2    | Int. | -  | -    | -    | -    | -    | - | -             | -             | -             | -             | -             | - | -     | 3     | 1     | 0     | 2  | 33.33%      | 6       | 7       | -1      |         |         |         |         |
| Cruz Azul Hidalgo · México | 3.ª                 | 2020-21             | 18   | 8    | 7    | 3    | 2.º  | -  | -    | -    | -    | -    | - | -             | -             | -             | -             | -             | - | -     | 18    | 8     | 7     | 3  | 57.4%       | 25      | 17      | +8      |         |         |         |         |
| Cruz Azul Hidalgo · México | Total               | Total               | 38   | 17   | 11   | 10   | -    | 6  | 0    | 4    | 2    | -    | - | -             | -             | -             | -             | -             | - | -     | 44    | 17    | 15    | 12 | 50%         | 53      | 46      | +7      |         |         |         |         |
| Fresnillo · México         | 3.ª                 | 2022-C              | 13   | 1    | 6    | 6    | 22.º | -  | -    | -    | -    | -    | - | -             | -             | -             | -             | -             | - | -     | 13    | 1     | 6     | 6  | 23.07%      | 17      | 29      | -12     |         |         |         |         |
| Fresnillo · México         | 3.ª                 | 2022-A              | 10   | 3    | 1    | 6    | 26.º | -  | -    | -    | -    | -    | - | -             | -             | -             | -             | -             | - | -     | 10    | 3     | 1     | 6  | 33.33%      | 19      | 17      | +2      |         |         |         |         |
| Fresnillo · México         | Total               | Total               | 23   | 4    | 7    | 12   | -    | -  | -    | -    | -    | -    | - | -             | -             | -             | -             | -             | - | -     | 23    | 4     | 7     | 12 | 27.53%      | 36      | 46      | -10     |         |         |         |         |
| Cruz Azul · México         | 1.ª                 | 2023-C              | 2    | 2    | 0    | 0    | Int. | -  | -    | -    | -    | -    | - | -             | -             | -             | -             | -             | - | -     | 2     | 2     | 0     | 0  | 100%        | 4       | 1       | +3      |         |         |         |         |
| Cruz Azul · México         | 1.ª                 | 2023-A              | 14   | 5    | 2    | 7    | 16.º | -  | -    | -    | -    | -    | - | -             | -             | -             | -             | -             | - | -     | 14    | 5     | 2     | 7  | 40.47%      | 20      | 23      | -3      |         |         |         |         |
| Cruz Azul · México         | Total               | Total               | 20   | 8    | 3    | 9    | -    | -  | -    | -    | -    | -    | - | -             | -             | -             | -             | -             | - | -     | 20    | 8     | 3     | 9  | 45%         | 31      | 32      | -1      |         |         |         |         |
| Total en su carrera        | Total en su carrera | Total en su carrera | 81   | 29   | 21   | 31   | -    | 6  | 0    | 4    | 2    | -    | - | -             | -             | -             | -             | -             | - | -     | 87    | 29    | 25    | 33 | 42.91%      | 120     | 124     | -4      |         |         |         |         |
| 1.                         |                     |                     |      |      |      |      |      |    |      |      |      |      |   |               |               |               |               |               |   |       |       |       |       |    |             |         |         |         |         |         |         |         |

Asistente técnico
- Cruz Azul Hidalgo: 20 partidos (5 triunfos, 10 empates, 5 derrotas)
- Cruz Azul: 193 partidos (83 triunfos, 53 empates, 57 derrotas)

## Palmarés

### Como jugador

#### Campeonatos nacionales
| Título             | Equipo    | País   | Año  |
| ------------------ | --------- | ------ | ---- |
| Campeonato de Liga | Cruz Azul | México | 1997 |

#### Campeonatos internacionales
| Título            | Equipo    | Sede             | Año  |
| ----------------- | --------- | ---------------- | ---- |
| Copa de Campeones | Cruz Azul | Guatemala        | 1996 |
| Copa de Campeones | Cruz Azul | Washington D. C. | 1997 |

### Como segundo entrenador

#### Campeonatos nacionales
| Título              | Equipo    | País   | Año  |
| ------------------- | --------- | ------ | ---- |
| Copa México         | Cruz Azul | México | 2018 |
| Supercopa de México | Cruz Azul | México | 2019 |

### Distinciones individuales
| Título                                                         | Año  |
| -------------------------------------------------------------- | ---- |
| Mejor gol en la historia del Pre Pre Libertadores (1.º y 10.º) | 2008 |